# Ommatius frauenfeldi
Ommatius frauenfeldi är en tvåvingeart som beskrevs av Ignaz Rudolph Schiner 1868. Ommatius frauenfeldi ingår i släktet Ommatius och familjen rovflugor. Inga underarter finns listade i Catalogue of Life.